# Rajmond IV. Touluški
Rajmond IV. Touluški (francosko Raymond IV. de Toulouse, včasih tudi Raymond de Saint-Gilles), grof Toulousa, vojvoda Narbone in mejni grof Provanse, eden od voditeljev prvega križarskega pohoda,  * 1041 ali 1042, † 1105.
Rajmond  je bil sin Ponsa Touluškega in Almodise Lamarške. Naslov saint-gilleskega grofa je podedoval po očetu, naslov mejnega grofa Provanse pa je dobil leta 1094 po smrti  Viljema Bertranda Provansalskega. 
Bil je trikrat poročen in dvakrat izobčen iz cerkve, ker se je poročil s svojo sestrično, s katero je imel sina Bertranda. Druga žena Matilda je bila hči sicilskega vladarja Rogerija I. Tretja žena Elvira je bila nezakonska hči kastiljskega kralja Alfonza VI., s katerim se je boril proti Mavrom.
Na romanju v Jeruzalemu je bil že pred letom 1096. Na poziv papeža Urbana II. se je leta 1096 med prvimi pridružil križarski vojski. Udeležil se je vseh velikih bitk in obleganja Jeruzalema. Po zasedbi Jeruzalema so mu ponudili jeruzalemsko krono, vendar jo je odklonil. 

## Prva križarska vojna

### Odhod
Rajmond je bil globoko veren in je želel umreti v Sveti deželi, zato je bil med prvimi, ki so že oktobra 1096 krenili na križarski pohod.  Imel je veliko spremstvo, v katerem so bili tudi žena Elvira, mladoletni sin, ki je na pohodu umrl,  in papeški legat škof Ademar iz Puya. Svoje premoženje v Franciji je prepustil starejšemu sinu Bertrandu.

### Bizanc
V Bizanc je prišel spomladi 1097. Aprila 1097 so morali križarji pred odhodom v Malo Azijo priseči zvestobo bizantinskemu cesarju Alekseju I. Komnenu. Rajmond je bil edini vodja pohoda, ki cesarju ni prisegel zvestobe, ampak samo prijateljstvo in zavezništvo proti skupnemu sovražniku Bohemondu Tarantskemu.
Leta 1097 se je udeležil obleganja Nikeje in bitke pri Dorileju, največjo vlogo pa je odigral med obleganjem Antiohije oktobra istega leta. Do križarjev so namreč prišle govorice, da so Seldžuki Antiohijo zapustili, zato je proti mestu je poslal svojo vojsko, da jo zasede. Govorice so bile lažne in mesto je bilo še vedno v turških rokah. Začelo se je dolgotrajno obleganje, ki je trajalo vse do junija 1098, ko so Antiohijo z zvijačo končno osvojili.

### Antiohija
Kmalu po osvojitvi mesta  je sledil turški protinapad in Antiohijo je začel oblegati mosulski atabeg Kerboga. Razmere v mestu so postale kritične, potem pa je menih Peter Bartolomej v mestni stolnici »odkril« sveto sulico, s katero so prebodli Kristusa na križu. Čudežno odkritje je dvignilo moralo oblegancev in v boju pred mestnim obzidjem jim je uspelo premagati turško vojsko. Sulica je za križarje postala svetinja, čeprav niti škof Ademar niti Bohemond nista verjela v njeno pristnost in sta se ji celo posmehovala. 
Po dokončni osvojitvi Antiohije je med Rajmondom Touluškim in Bohemondom Tarantskim prišlo do spora. Bohemond je zahteval mesto zase, Rajmond pa je zahteval, da se mesto skladno s prisego vrne Bizantinskemu cesarstvu. Večina vitezov nižjega stanu in pešcev se v prepire ni želela vpletati. Rajmonda so prepričali, da prevzame poveljstvo in jeseni 1098 so se odpravili na pohod proti Jeruzalemu. V Antiohiji so pustili Bohemonda in manjšo posadko, ki jo je Bohemond januarja 1099 izgnal in si prisvojil vso oblast v mestu. 

### Arka in Tripoli
Ker je škof Ademar umrl, Rajmond pa je ostal v Antiohiji, je Rajmond postal novi vodja križarskega pohoda. Decembra 1099 je osvojil trdnjavo Marat ob sredozemski obali, napadel emirat Tripoli in začel 14. februarja oblegati Arko. V Tripoliju je nameraval ustanoviti svojo državo in  omejiti Bohemondove apetite, da bi ozemlje kneževine Antiohije širil proti jugu.
Obleganje Arke je trajalo dlje, kot je pričakoval. Njegovo vztrajanje, da osvoji ozemlje tripolskega emirata je povzročilo, da se je odhod proti Jeruzalemu zavlekel, izgubil pa je tudi velik del ugleda, ki ga je dobil v Antiohiji. Nazadnje je le popustil in 13. maja 1099 odrinil proti jugu. 
15. julija 1099 so križarji po dolgem obleganju osvojili Jeruzalem.

### Jeruzalem
Po zasedbi mesta so križarji ustanovili Jeruzalemsko kraljestvo in krono ponudili najprej Rajmondu. Rajmond je krono zavrnil, češ da ne more nositi zlate krone v mestu, v katerem je Kristus nosil krono iz trnja. Verjetno šlo za nekaj sprenevedanje, še bolj verjetno pa je želel nadaljevati obleganje Tripolija.

## Obdobje po prvi križarski vojni
Po  osvojitvi Jeruzalema se je udeležil bitke pri Askalonu, v kateri so križarji porazili vojsko mamelukov, ki je prodirala iz Egipta. Po bitki je poskusil zase osvojiti Askalon, vendar mu to ni uspelo. Sledilo je neuspelo obleganje Arsufa. Pozimi 1099/1100 se je odpravil proti severu in zasedel Latakijo, ki je bila v Bohemondovi posesti, od tam pa v Bizanc. V Bizancu je s cesarjem Aleksejem I. sklenil zavezništvo proti skupnemu sovražniku Bohemondu Antioškemu, ki je zavračal izponitev prisege bizantinskemu cesarju in  poskušal razširiti ozemlje svoje kneževine na račun Bizantinskega cesarstva. 
Leta 1101 se je pridružil manjšemu križarskemu pohodu, ki so ga Seldžuki pri Merzifonu v severni osrednji Anatoliji popolnoma razbili. Rajmondu je uspelo pobegniti in se vrniti v Bizanc, od koder je leta 1102 odplul v Antiohijo. Antiohijski regent Tankred Galilejski ga je aretiral in ga izpustil šele potem, ko je obljubil, da ne bo osvajal ozemlja med Antiohijo in Akonom. Rajmond je svojo obljubo takoj po izpustitvi prelomil. Napadel in zavzel je Tortoso in na Romarski gori (Mons Peregrinus) začel graditi grad, iz katerega bi lahko oblegal Tripoli. Pri tem mu je izdatno pomagal Aleksej I..
Leta 1105 je Rajmond umrl, ne da bi osvojil Tripoli. Nasledil ga je nečak Viljem-Jordan, ki je s pomočjo kralja Baldvina I. Jeruzalemskega leta 1109 končno zavzel Tripoli in ustanovil grofijo. Rajmondon najstarejši sin Bertrand je Viljema kasneje odstavil in sam prevzel oblast. Grofija Tripoli je ostala v posesti Toulusov celo 12. stoletje.

## Zapuščina
Rajmondova doživetja na prvem križarskem pohodu je opisal Rajmond Aguilerski, klerik iz Rajmondovega spremstva.